# Motor Otto

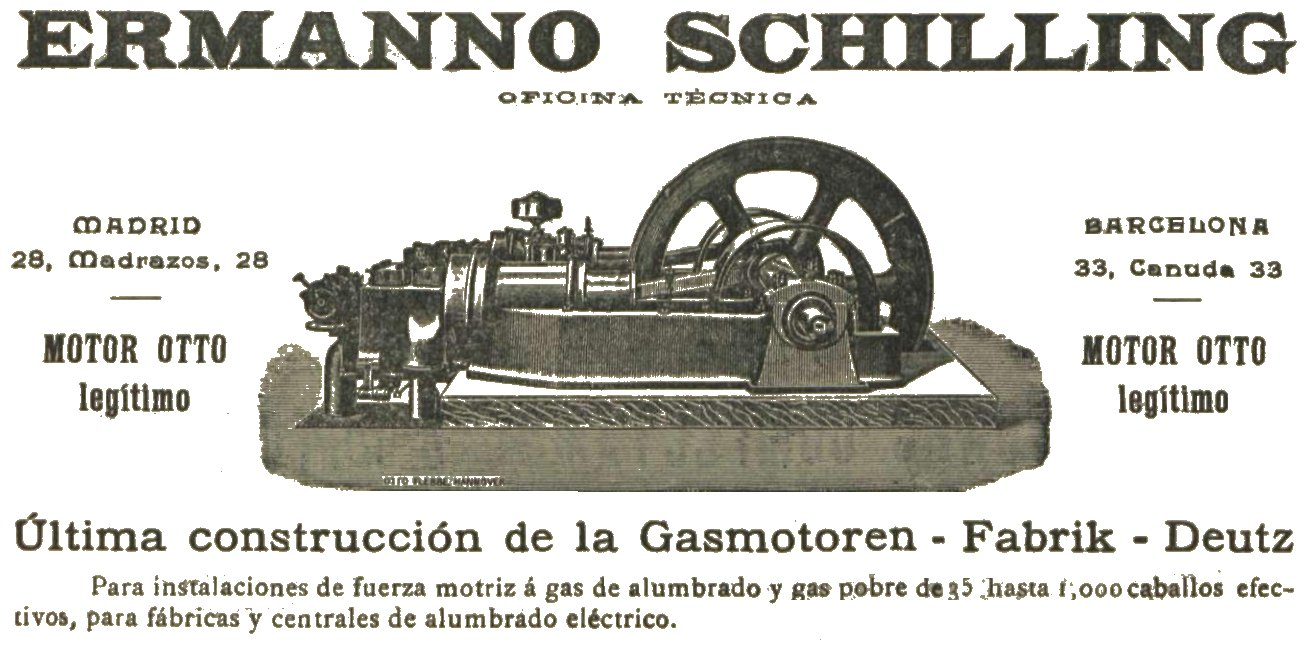
Anuncio de un Motor Otto (de la revista editada en España Industria e Invenciones, año 1900)

El motor Otto fue el primer motor de explosión de cuatro tiempos. Ideado en 1876 por el ingeniero alemán Nicolaus Otto (1832-1891), supuso el inicio de los propulsores de combustión interna realmente operativos. El diseño original consistía en un dispositivo monocilíndrico dotado de un gran volante de inercia, montado sobre una base fija, y capaz de funcionar tanto con gas como más adelante con gasolina.
La idea que convirtió estos motores en máquinas eficaces fue utilizar uno de cada dos ciclos del movimiento del cilindro para comprimir en su interior la mezcla de aire y combustible antes de iniciar la ignición (lo que se conoce como ciclo Otto). Esta revolucionaria concepción del motor permitió aumentar sustancialmente el rendimiento de los anteriores propulsores, como el construido algunos años antes por el ingeniero belga Lenoir (1822-1900).
La invención, cuyos elementos mecánicos básicos no son mucho más complejos que los de una máquina de vapor de la misma época, en su forma definitiva incluía además tres novedosos sistemas fundamentales:
1. Un eficaz sistema de válvulas de admisión, que controlaban el flujo de los gases a través del cilindro.
2. Un carburador que permitía regular con precisión la mezcla de aire y combustible (lo que hizo posible utilizar combustibles líquidos como la gasolina, además de gases).
3. Un sistema eléctrico de generación de chispas de ignición mediante magneto, que sustituyó al primitivo sistema de "tubo caliente"[1] inicialmente utilizado. Es este uno de los aspectos particulares que diferencia a los motores Otto de gasolina de las máquinas diésel (en las que la ignición se produce mediante el calentamiento a elevada temperatura del aire en el interior del cilindro al ser sometido a una alta compresión).

La sincronización de estos tres sistemas con la base mecánica del motor (integrada por los conjuntos cilindro-pistón; biela-manivela; y el volante de inercia) estaba resuelta mediante un ingenioso sistema de levas y manivelas excéntricas, ligadas por engranajes unívocamente a las dos fases de desplazamiento del cilindro.
El gran volante de inercia es un elemento fundamental en estas máquinas monocilíndricas, puesto que además de dar uniformidad al giro del motor (como en otras máquinas rotativas), acumula el impulso necesario para que el sistema siga en movimiento tanto en la fase de compresión como en las fases de admisión de la mezcla y de expulsión del combustible una vez quemado.

## Tipos
Tres tipos de motores de combustión interna fueron diseñados por los inventores alemanes Nikolaus Otto y su socio Eugen Langen. Los modelos eran: un motor fallido de compresión (1862); un motor atmosférico (1864); y el motor de ciclo Otto (1876), origen del actual "motor de gasolina". Los motores fueron inicialmente utilizados para instalaciones fijas, ya que Otto no tenía interés en el transporte. Otros fabricantes como Gottlieb Daimler perfeccionarían más adelante el motor de Otto para su uso en el transporte.

## Desarrollo histórico

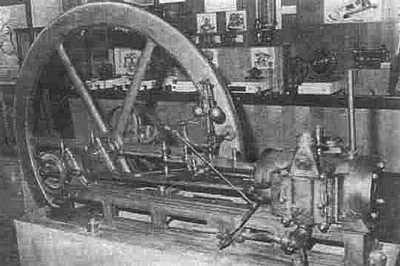
Motor Lenoir (1860)

Nicolaus Otto en su juventud era representante de un negocio de comestibles. En sus viajes conoció el motor de combustión interna construido en París por el expatriado belga Jean Joseph Etienne Lenoir. En 1860 Lenoir logró crear un motor con un cilindro de doble acción que funcionaba con gas de alumbrado, con una eficiencia del 4 %. Su máquina de 18 litros de cilindrada era capaz de producir tan solo 2 caballos de potencia.
Al probar una réplica del motor de Lenoir en 1861, Otto se dio cuenta de los efectos de la compresión sobre la carga de combustible, y en 1862 intentó producir un nuevo motor capaz de mejorar la pobre eficacia (traducida en un elevado consumo de gas, que a su vez requería una gran cantidad de agua para refrigerar la máquina) y la escasa fiabilidad del motor de Lenoir (en parte provocada por su rudimentario sistema eléctrico de ignición). Intentó crear un motor que comprimiera la mezcla de combustible antes de la ignición, pero no lo logró en este primer intento: el motor, tras unos pocos minutos en funcionamiento, acababa explotando. Otros ingenieros también estaban tratando de resolver este problema sin éxito.
En 1864, Otto y Eugen Langen fundaron la primera empresa de producción de motores de combustión interna: NA Otto & Cie (NA Otto y Compañía). Otto y Cie logró crear un exitoso motor atmosférico ese mismo año.
La fábrica se quedó sin espacio y se trasladó a la ciudad de Deutz en 1869, donde la empresa fue renombrada como Gasmotoren-Fabrik Deutz (Compañía de Manufactura de Motores de Gas Deutz).
Gottlieb Daimler (un armero que también había trabajado en el motor de Lenoir anteriormente) era el director técnico y Wilhelm Maybach era el jefe del diseño del motor.

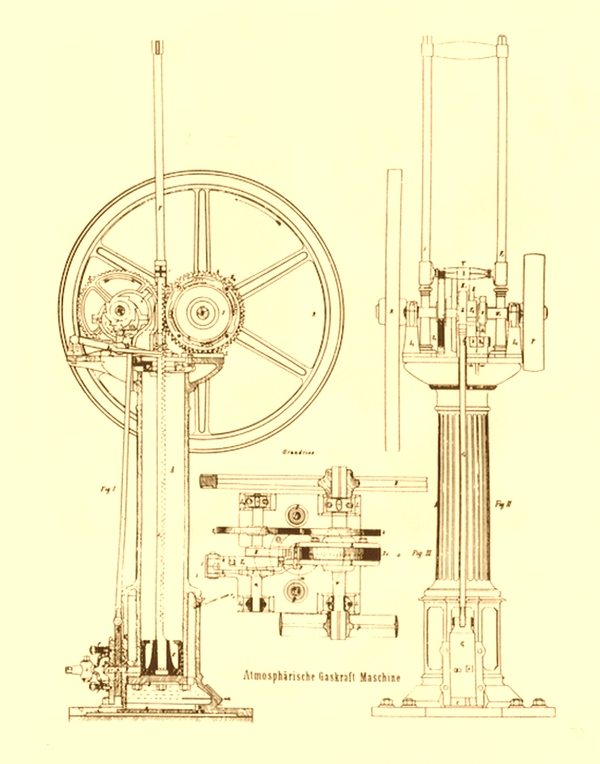
Motor Atmosférico Otto/Langen de 1867

En 1876, Otto y Langen lograron crear el primer motor de combustión interna que comprimía la mezcla de combustible antes de la combustión, logrando una eficiencia mucho mayor que cualquier motor creado hasta este momento.

## Motor atmosférico
El motor atmosférico original de Otto en funcionamiento (en Youtube)
La primera versión del motor atmosférico utilizaba un diseño dispuesto sobre una columna vertical estriada, según el diseño de Eugen Langen. El motor atmosférico convertía el movimiento de expansión de la carrera del cilindro (dirigido hacia arriba), en un movimiento rotatorio a través de un sistema de piñón y cremallera. La relación de expansión de este motor era mucho más efectiva que la del motor Lenoir de 1860 y daba al motor su eficiencia superior.
El motor Lenoir era un motor que quemaba combustible sin comprimir la mezcla aire/combustible. El motor atmosférico Otto/Langen funcionaba con una eficiencia del 12 % y producía 0,37 kW (0,5 CV) a 80 RPM. En competición en la Exposición Universal de París (1867), superó fácilmente la eficacia del motor de Lenoir, ganando la medalla de oro y facilitando así la producción y las ventas que financiaron la investigación adicional.
La primera versión utilizaba un bastidor para estabilizar la máquina, del que se prescindió muy pronto, en cuanto el diseño fue simplificado. Los motores posteriores también prescindieron de la columna estriada. El motor atmosférico utilizaba un sistema de ignición de llama de gas y se fabricaba con potencias comprendidas entre 0,19 a 2,24 kW (0,25 y 3 CV).
Cuando en 1872 NA Otto & Cie se reorganizó con la denominación Gasmotoren-Fabrik Deutz, la gerencia eligió a Daimler como gerente de fábrica, pasando por alto incluso a Otto. Daimler se unió a la compañía en agosto, llevando a Maybach con él en el puesto de jefe de diseño. El diseño de pistones verticales de Otto, unido a la obstinada insistencia de Daimler en los motores atmosféricos, llevó a la empresa a un periodo de estancamiento.
A pesar de todo su éxito comercial, con la producción de 634 motores al año en 1875, el motor de Otto y Langen había llegado a un punto muerto técnico: producía tan solo 3 CV (2,2 kW), y sin embargo, requería un espacio libre de entre 3 y 4 m para poder operar. En 1882, después de producir 2649 unidades, se interrumpió la producción de motores atmosféricos. Este fue también el año en el que Gottlieb Daimler y Wilhelm Maybach dejaron la compañía.

## El ciclo Otto
Vídeo de un motor Otto con válvulas de corredera

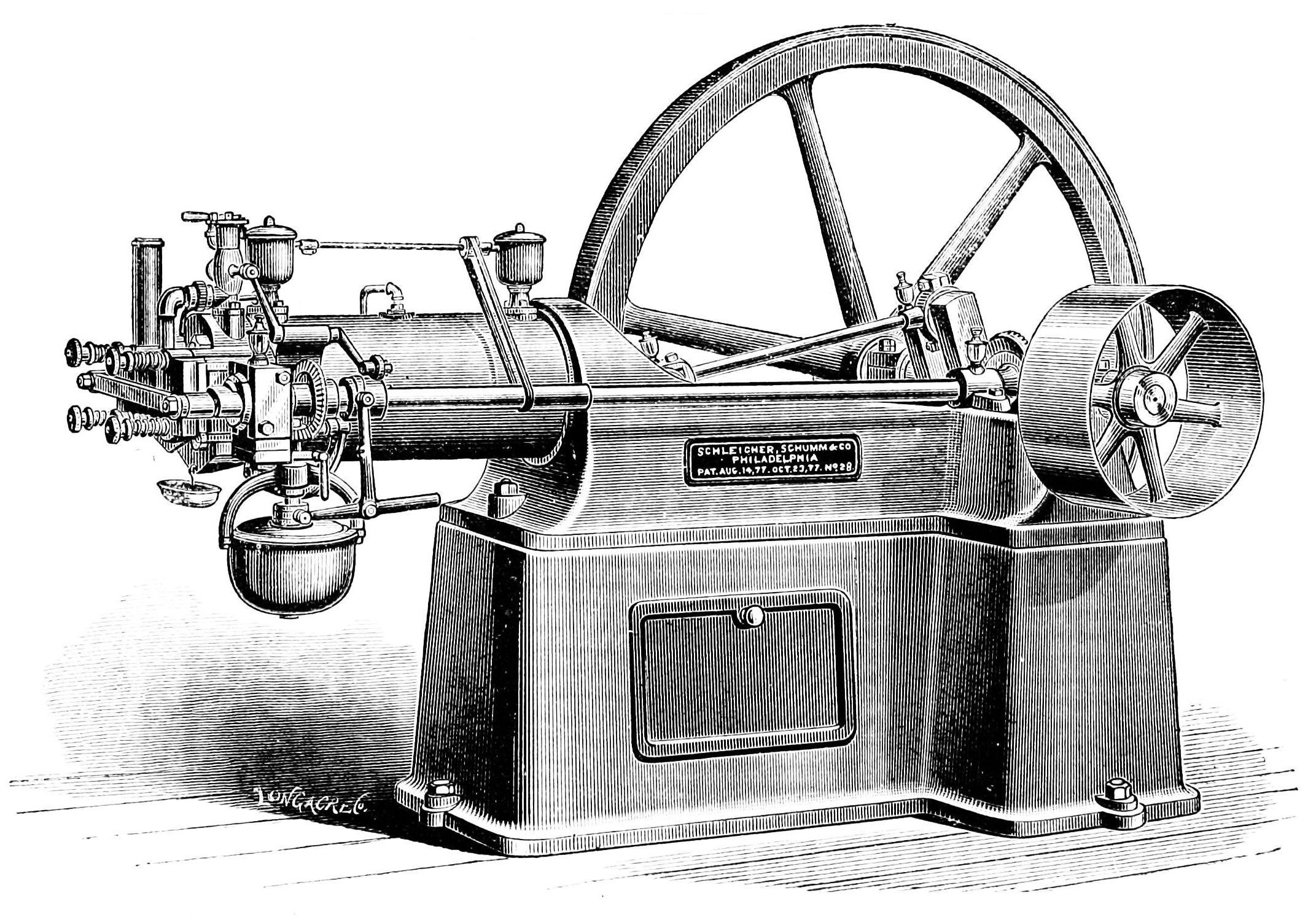
Motor Otto estadounidense sobre una plataforma fija (c. 1880)

Después de 14 años de investigación y desarrollo, Otto logró crear el motor de combustión interna de carga comprimida el 9 de mayo de 1876. Encontró una manera de confinar la mezcla de combustible en el cilindro para que se quemara de forma progresiva, en oposición a la explosiva. Definió esta situación como una carga estratificada. Esto dio lugar a la combustión controlada y a un empuje más prolongado del pistón en el cilindro, evitando la explosión incontrolada que destruía todos los motores probados previamente. El combustible seguía siendo gas de alumbrado, al igual que Lenoir y sus propios motores atmosféricos habían usado.
Este motor, que utiliza cuatro fases para generar potencia mecánica, pasó a ser conocido como "motor de ciclo Otto". El sistema, el mismo que venía probando infructuosamente desde 1862, requirió catorce años de perfeccionamientos hasta completar su desarrollo.
Otto volvió su atención al ciclo de 4 tiempos, en gran parte debido a los esfuerzos de Franz Rings y de Herman Schumm, incorporados a la compañía por Gottlieb Daimler. Es este motor (el motor silencioso de Otto), y no el motor atmosférico de Otto y de Langen, al que se refiere el ciclo de Otto. Fue el primer motor comercialmente exitoso en usar la compresión en el interior del cilindro (idea patentada muchos años antes por William Barnett en 1838). El motor de Rings-Schumm apareció en el otoño de 1876 y tuvo éxito inmediatamente.
La disposición del cilindro del motor de compresión era horizontal. Presentaba un control de admisión mediante una válvula deslizante, y para la ignición usaba el "encendido por llama de gas" (sistema también conocido como "tubo caliente"), que solucionó los problemas que Lenoir no podía superar con el encendido eléctrico, que todavía no era fiable en ese momento.
El sistema de ignición por "tubo caliente" consiste en un tubo cilíndrico de cerámica (o en ocasiones metálico) calentado al rojo vivo en un punto mediante una llama exterior (normalmente alimentada con una derivación del suministro de gas utilizado por el motor). El tubo caliente forma una pequeña cámara auxiliar, que se pone en contacto con la mezcla gaseosa una vez que esta ha sido comprimida por el cilindro. El contacto del combustible con el tubo incandescente provoca su ignición instantánea. Las dimensiones del tubo y de su conexión con el cilindro están calibradas para que la ignición se produzca en el momento en el que se alcanza la compresión máxima en el cilindro. Desplazando el punto en el que la llama incide sobre el tubo, se puede regular el instante preciso en el que se produce la ignición dentro del ciclo del motor.
En los 14 años previos de desarrollo, la potencia del motor de Otto nunca excedió de los 3 CV. Pocos años después, los motores Otto más potentes superaban los 1000 CV.
El motor de ciclo Otto se adaptó finalmente para funcionar con bencina, gasolina, y diversos gases. Durante la Segunda Guerra Mundial, los motores de Otto llegaron a funcionar con más de 60 combustibles diversos, tales como gas de madera, gases derivados del carbón, propano, hidrógeno, benceno, y muchos más, aunque siempre limitado a combustibles ligeros. Un desarrollo posterior de este motor, el conocido motor diésel, puede quemar combustibles pesados y aceites.

### Carburador y encendido de baja tensión
La empresa Deutz también desarrolló un carburador y un encendido del motor de bajo voltaje fiables en 1884. Esto permitió utilizar combustibles líquidos derivados del petróleo por primera vez, posibilitando a su vez el uso del motor en el transporte. Este trabajo se realizó en paralelo a la obra de Gottlieb Daimler y Wilhelm Maybach, quienes también desarrollaron para el Daimler Reitwagen un carburador y un sistema de ignición eléctrico (sustituyendo el encendido original por "tubo caliente") en el que se basó la magneto desarrollada por la empresa Robert Bosch GmbH. Daimler continuó el desarrollo del motor de Otto para el transporte, mientras que la empresa Deutz permaneció trabajando con los motores diésel.

### Pérdida de una patente
En 1886, la oficina alemana de patentes anuló la patente de Deutz, que habría estado vigente hasta 1891 debido al descubrimiento de una patente anterior para un motor de cuatro tiempos presentada por el francés Alphonse Beau de Rochas. Deutz no pudo demostrar que su sistema de inducción de carga estratificada era diferente al descrito en la patente de Rochas y perdió su monopolio y una de sus 25 patentes. Hacia 1889, más de 50 empresas fabricaban motores de diseño Otto.

## Motores estacionarios

### Encendido de la bujía
Los motores de Otto fueron equipados con diversos diseños de mecanismos para producir chispas eléctricas, que permitieron sustituir el primitivo sistema de ignición por "tubo caliente". De hecho, es uno de los primeros motores en utilizar una bujía, un conocido dispositivo que produce una pequeña chispa eléctrica suficiente para encender la carga de combustible. En los primeros diseños, el mecanismo constaba de un brazo de disparo pivotante que empujaba brevemente la palanca de un interruptor mediante una pulsación rápida. A continuación se liberaba la palanca, que volvía a su posición original gracias a un resorte, lista para el siguiente ciclo. Este sistema requiere una batería eléctrica externa, una bobina, y un sistema de carga eléctrico conceptualmente similar al de los motores de automóvil modernos.
Los motores Otto posteriores emplearon una pequeña magneto acoplada directamente al motor. En lugar de accionar un interruptor, el mecanismo disparador de la bujía aplicaba una rotación rápida al rotor de la magneto, que volvía hacia atrás bajo la tensión de un muelle espiral. Esta rápida rotación de la bobina de la magneto producía un flujo de corriente muy breve que disparaba la bujía y encendía el combustible. Este diseño tiene la ventaja de no requerir ninguna batería externa, y es como funcionan los motores de gas portátiles modernos, incorporando la porción magnética de la magneto en el volante de inercia. Los motores portátiles modernos excitan la magneto con cada rotación del volante y, por lo tanto, utilizan un interruptor eléctrico accionado por levas (o un sistema electrónico) para evitar el disparo residual del circuito eléctrico, excepto en la carrera de compresión del motor (véase chispa perdida).

### Regulación de la velocidad del motor
En los videos adjuntos se puede contemplar una demostración de cómo funciona la regulación de velocidad en el motor Otto. Las bolas giratorias son un regulador centrífugo (un dispositivo ampliamente utilizado con anterioridad en las máquinas de vapor). Cuando la máquina funciona más lenta, la rueda pequeña se mueve a la izquierda, insertando la barra en el rodillo cercano y empujándolo para abrir la válvula del combustible, incrementando así las revoluciones del motor.
Si la máquina está bajo carga y sigue funcionando demasiado lentamente, la leva permanece insertada y hace que el motor reciba continuamente combustible para cada ciclo de encendido. Cuando la velocidad del motor aumenta, el regulador tira de la rueda pequeña a la derecha cerrando la admisión por completo, dándose la circunstancia de que la bujía continúa disparando sin combustible en el cilindro.
Este procedimiento de control de velocidad se conoce con frecuencia como el método empuje o pérdida (hit or miss en inglés) porque el motor falla (por falta de mezcla de combustible) en aquellos ciclos de expansión donde el motor está funcionando por encima del régimen deseado, pero empuja en todos los ciclos cuando la velocidad es demasiado baja. Téngase en cuenta que no se utiliza combustible en los ciclos "perdidos".

### Enfriamiento de los cilindros
Los motores Otto usan una camisa metálica que rodea al cilindro motor, haciéndose circular agua entre ambos cilindros. Este procedimiento utiliza el mismo principio que los sistemas de refrigeración de muchos motores modernos. Los motores Otto estacionarios en exhibición en el Western Minnesota Steam Threshers Reunion comparten un único gran radiador situado fuera del edificio. Este sistema de disipación del calor centralizado también contribuye a mantener fresco el ambiente de la sala de motores.

## Primer uso en el transporte

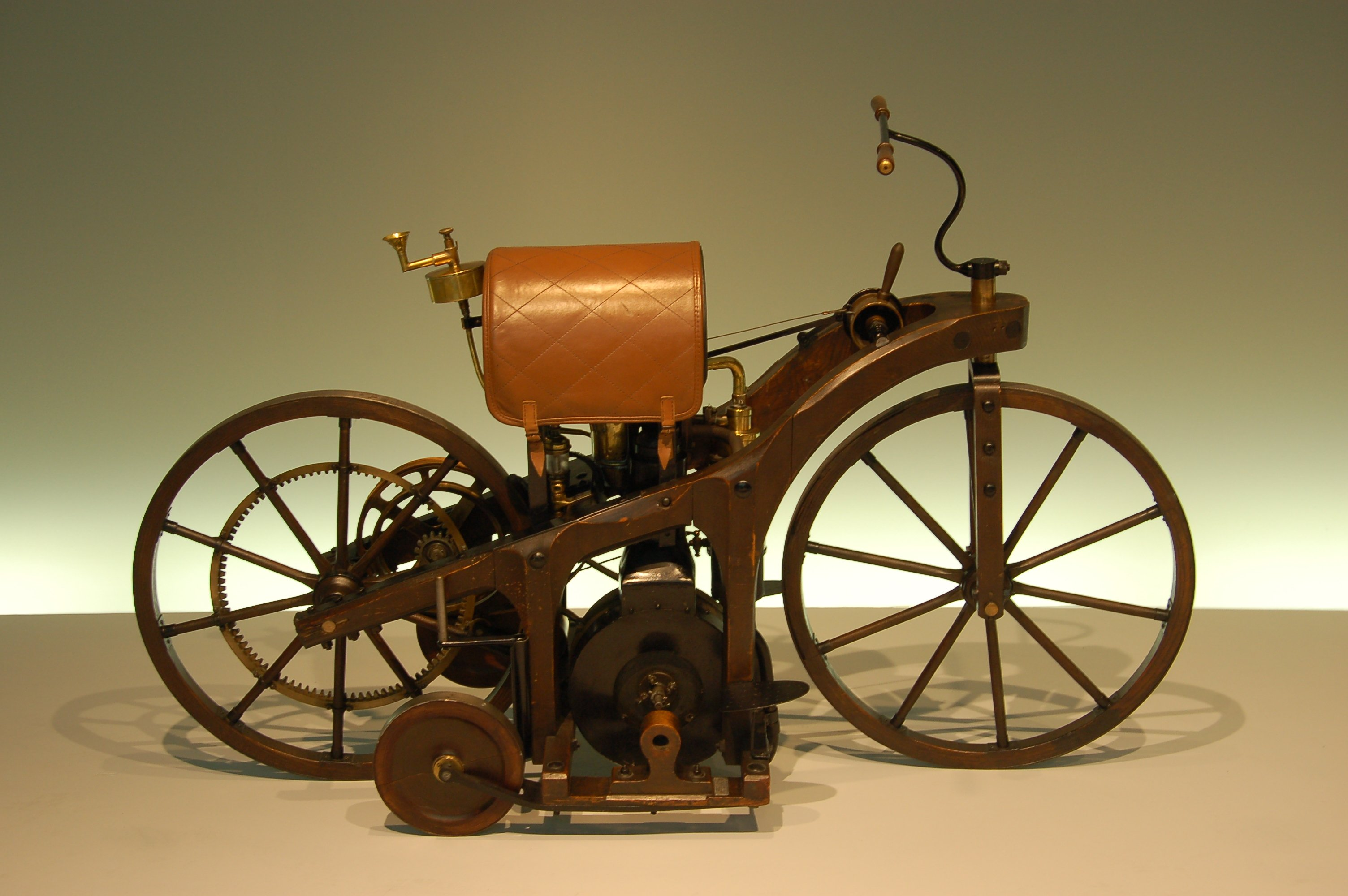
Petroleum Reitwagen de Daimler (1885)

Otto y Gottlieb Daimler mantenían un desacuerdo importante acerca de la dirección futura del motor de Otto. Mientras que Otto quería producir motores grandes para aplicaciones estacionarias, Daimler quería producir motores lo suficientemente pequeños para ser utilizados en el transporte. Después de un período de desacuerdo, Daimler dejó su empleo con Otto y se llevó a Wilhelm Maybach con él. En 1883 Daimler y Maybach crearon un motor de 5 CV pequeño y eficiente. Con el fin de eludir las patentes que Otto mantenía sobre el diseño del motor, se encontró una reclamación relativa a una patente concedida a Beau De Rochas en 1862, el mismo año en el que Otto realizó su primer intento fallido para producir su motor de cuatro tiempos. Los que estaban celosos de las patentes de Otto (poseía 25 patentes) consiguieron que se revocara en Alemania una de sus principales patentes, en gran parte porque la corte judicial no comprendió la importancia del sistema de carga estratificada de Otto, que superó los problemas de combustión explosiva que destruyeron todos los diseños de motores anteriores.
Daimler siempre se refirió a su diseño como un motor de explosión, para diferenciarlo del motor de Otto, evitando así el pago de los correspondientes derechos. En 1885 creó con Maybach un motor popularmente conocido como el "reloj del abuelo" (por su forma parecida a la de un reloj de péndulo), al que adosaron un marco con dos ruedas. Este se convirtió en el primer vehículo con motor Otto. Adolf, de catorce años, hijo de Daimler, fue el primero en montar en esta bicicleta motorizada, que es el primer vehículo con motor de combustión interna. El 1885, la Daimler/Maybach Petroleum Reitwagen (Riding Car) fue la primera motocicleta (y el primer vehículo de motor) comercializado con un motor de combustión interna.
Mientras que Deutz continuó produciendo grandes motores estacionarios, Daimler encontró aplicaciones a sus motores en los barcos, los dirigibles, las locomotoras, los automóviles, los carros, y otros usos del transporte. Deutz continúa siendo el productor de motores más antiguo del mundo, mientras que Daimler, que se convirtió en Daimler-Benz, es el fabricante de automóviles más antiguo del mundo.
Daimler-Benz produjo este video para el 125 aniversario de la creación del primer vehículo con motor de explosión que Daimler llamó el "Petroleum Reitwagen". Utilizaba un encendido de "tubo caliente" específicamente porque los sistemas eléctricos de esa época eran poco fiables. Daimler y Maybach fundaron una compañía conocida como Daimler Motorenwerke Gesellschaft que más tarde se fusionó con Benz para formar Daimler-Benz, conocido también como Mercedes-Benz.
(Vídeo ilustrativo: Reproducción del Damiler/Maybach Reitwagen en funcionamiento)
Deutz, la compañía fundada por Otto, es uno de los mayores fabricantes de vehículos pesados del mundo, y Daimler-Benz es uno de los más grandes y prestigiosos fabricantes internacionales de automóviles de lujo. A comienzos del siglo XXI, prácticamente todos los fabricantes de automóviles (por lo menos hasta que a medio plazo un eventual salto a la tecnología eléctrica pueda revertir esta situación) producen vehículos que utilizan motores de ciclo Otto, tan ubicuos que se denominan simplemente como motores de gasolina.